# فيرنر هانسن
فيرنر هانسن (بالألمانية: Werner Hansen)‏ هو مقاوم ونقابي وسياسي ألماني، ولد في 31 يوليو 1905 في ريتم في ألمانيا، وتوفي في 15 يونيو 1972 في نويس في ألمانيا. حزبياً، نشط في الحزب الديمقراطي الاجتماعي الألماني وInternationaler Sozialistischer Kampfbund ‏. وقد انتخب عضو في البوندستاغ الألماني خلال فترته النيابية ‏ (6 أكتوبر 1953 – 6 أكتوبر 1957).

## روابط خارجية
- فيرنر هانسن على موقع مونزينجر (الألمانية)